# Línguas indígenas do México
Esta é uma lista de línguas faladas no México pela quantidade de pessoas falantes:
- Algonquina, 300.+
- Amuzga, 28.000.
- Chinanteca, 68.300.
- Corachol, 35.000.
- Huave, 18.400.
- Línguas de sinais, 87.000 - 100.000.
- Maia, 1.695.000.
- Mixe-zoque, 170.000.
- Mixteca, 362.000.
- Náhuatl, 1.697.000
- Otopame, 596.000.
- Pimana, 24.000.
- Popoloca, 205.000.
- Seri, 700.+
- Taracahita, 126.000.
- Tarasca, 120.000.
- Tequistlateca, 4.550.
- Tlapaneca, 75.000.
- Totonaca, 272.500,
- Yumana, 820.+
- Zapoteca 531.000.

+ são línguas que estão em perigo de extinção